# Sacra Parentela (Gandolfino da Roreto)
La Sacra Parentela (o Sant'Anna e la sua discendenza) è una tempera su tavola (123x79,5 cm, ca 1503) di Gandolfino da Roreto conservata al Museo Civico d'Arte Antica di Torino.
Il gruppo di persone che domina la scena del quadro, è collocato - con una disposizione piramidale - all'interno di una loggia rinascimentale aperta su di un paesaggio di sapore nordico. La loggia, con una splendente cupola dorata, mostra sulla parete di fondo un oculo prospettico al centro di una "grottesca" formata da due tritoni; mentre una ghirlanda appesa alle pareti laterali impreziosisce la ambientazione. Il gruppo è formato da quattro donne, una più anziana e tre più giovani, da sei figure maschili che portano in capo turbanti o cappelli di foggia strana, e sette bambini, ognuno col capo circondato da un'aureola.
Si tratta di una rappresentazione della Sacra Parentela o, meglio, della Genealogia della Vergine, che mette in evidenza la discendenza matrilineare di Cristo e dà conto dei rapporti di parentela con i "fratelli" di Cristo di cui si parla nel Vangelo di San Matteo ("Qualcuno gli disse: Ecco di fuori tua madre ed i tuoi fratelli che vogliono parlarti" (Mt. 7, 46-47)).
Secondo una credenza (quella del "trinubium Annae") codificata dalla Leggenda Aurea di Jacopo da Varagine (che sarà poi abrogata dal Concilio di Trento) Sant'Anna (la madre della Vergine), rimasta vedova di Gioacchino, celebrò un secondo matrimonio andando in moglie, secondo i costumi del tempo, al fratello di Gioacchino, Cleofe, e poi - nuovamente vedova – un terzo matrimonio con Salomè.
Sempre secondo la leggenda, da ciascuno dei tre matrimoni Anna ebbe una figlia e, a ciascuna figlia, venne imposto il nome di Maria. La prima Maria (la Madonna) sposò Giuseppe ed ebbe un unico figlio (concepito non carnalmente), Gesù. La seconda Maria (Maria Cleofe) ebbe dal suo sposo Alfeo quattro figli (Giacomo il Minore, Giuseppe il Giusto, Simone e Giuda Taddeo). La terza Maria generò dal suo sposo Zebedeo due figli (Giacomo Maggiore e Giovanni Evangelista).
Sono  questi sei cugini, secondo la spiegazione del "Trinubium Annae" che la Chiesa diffuse attraverso l'uso didattico delle opere d'arte (opere che, almeno in parte, si sono conservate anche dopo la abrogazione tridentina della leggenda), i "fratelli di Gesù" citati dal Vangelo di Matteo, stante il fatto che l'appellativo "fratello" era nella lingua ebraica riservato anche ai cugini di primo grado.

## Altre raffigurazioni dellaSacra Parentela

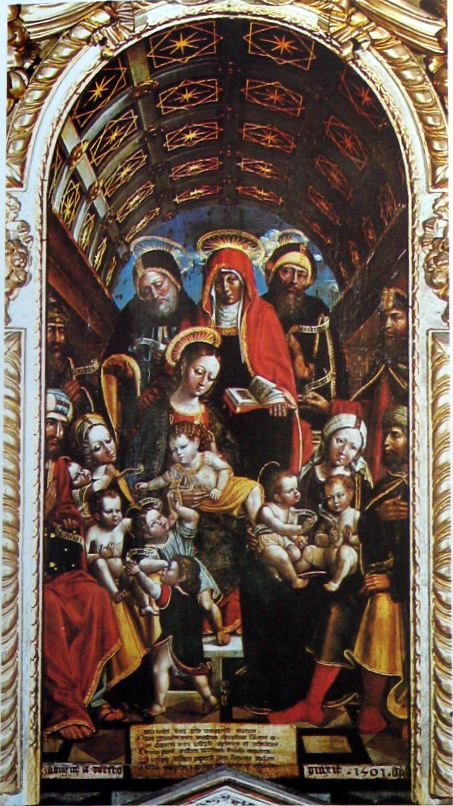
Gandolfino da Roreto - Genealogia della Vergine, Asti, Duomo

Colpisce, nel catalogo dei dipinti oggi attribuiti a Gandolfino, l'elevato numero di opere (sono cinque quelle a noi pervenute) raffiguranti il tema della Sacra Parentela, un soggetto che ebbe popolarità tra la fine del Quattrocento ed inizio del Cinquecento, ma che appartiene maggiormente alla tradizione nordica ed, in particolar modo, a quella tedesca. La denominazione Sacra parentela è la traduzione dell'espressione tedesca Heilige Sippe con la quale era indicato il soggetto del quadro nei territori di lingua tedesca.
Gli altri quadri di Gandolfino da Roreto che raffigurano la Sacra Parentela sono collocati nelle seguenti sedi:
- Duomo di Asti (Polittico Pelletta);
- Chiesa di Sant'Antonio a Casale Monferrato;
- Chiesa di Santa Maria Assunta a Grignasco;
- Duomo di Torino (sacrestia).

In tali raffigurazioni la posizione "in verticale" di Sant'Anna, della Madonna (poste sullo stesso trono) e del Bambino riflette abbastanza da vicino l'iconografia della Sant'Anna metterza.